# 56 d'Àries
56 d'Àries (56 Arietis) o SX Arietis és una estrella de la constel·lació d'Àries. Té una magnitud aparent de 5,78.